# Gai Cedici
Gai Cedici (enllatí: Caius Caedicius) va ser un dels llegats del cònsol Luci Papiri Cursor. Formava part de la gens Cedícia, d'origen plebeu.
Va dirigir la cavalleria en una gran batalla contra els samnites l'any 293 aC.